# Max Lademann
Max Lademann, né le 17 mai 1896 à Leipzig et mort le 21 mars 1941 dans le camp de concentration d'Oranienbourg-Sachsenhausen,, est un homme politique allemand. Membre du Parti communiste d'Allemagne, il est député au Reichstag du 4 mai au 7 décembre 1924.

## Biographie
Scolarisé à Saalfeld puis à Remscheid, Max Lademann suit ensuite une formation de métallurgiste. Il est soldat dans le 13e régiment de dragons schleswigois-holsteinois durant la Première Guerre mondiale, qu'il déserte en 1918,. Il adhère au Parti social-démocrate indépendant d'Allemagne, puis en 1920 au Parti communiste d'Allemagne. En 1924 il est élu conseiller municipal communiste à Eisleben. Quelques semaines plus tard, il est reconnu coupable d'avoir pris part aux préparatifs de l'« Octobre allemand », la tentative d'insurrection communiste en 1923, et est condamné à un an de prison.
Aux élections législatives allemandes de mai 1924, il est élu député de Mersebourg, et entre au Reichstag pour ce qui est la deuxième législature de la république de Weimar. Il est libéré de prison pour pouvoir siéger. En décembre 1924, il est élu au Parlement prussien, et quitte le Reichstag. Lorsque les nazis arrivent au pouvoir, le Parti communiste est interdit le 6 mars 1933, et Max Lademann est destitué de son siège de parlementaire. Il est arrêté par les nazis le 19 avril et emprisonné, puis interné fin 1934 dans le camp de concentration de Sachsenhausen. Envoyé par les gardes du camp désamorcer une bombe non explosée, il est tué par une explosion en mars 1941.

## Hommages
La rue Max-Lademann-Straße à Halle-sur-Saale, dans la Saxe-Anhalt dans l'ancienne République démocratique allemande, est nommée en sa mémoire. Et il est l'un des anciens députés commémorés par le Mémorial en souvenir des 96 membres du Reichstag assassinés par les nazis, devant le palais du Reichstag.